# Halimah Nakaayiová
Halimah Nakaayi (* 16. října 1994 Mukono Town, Uganda) je ugandská běžkyně na střední vzdálenosti. Soutěžila na letních olympijských hrách 2016 v Rio de Janeiro, v ženských 800 metrů . Byla nositelkou vlajky Ugandy při slavnostním zakončení. Jejím největším úspěchem je zlatá medaile na 800 metrů v 2019 Dauhá.